# Carrer de l'Albergueria (Vic)
El Carrer de l'Albergueria és una via pública de Vic (Osona) protegida com a Bé Cultural d'Interès Local.

## Descripció
És un carrer situat al darrere de la catedral, al qual s'accedeix pel c/ dels Dolors. Actualment no té sortida i està gairebé deshabitat, però, conserva alguns dels murs i de les obertures originals del segle xi.

## Història
A l'època medieval era un carreró dintre la jurisdicció eclesiàstic de la ciutat i formava part del conjunt d'estructures urbanístiques que envolten la catedral. Entre els edificis del carrer destaca el d'Albergueria, construït el segle xi, el qual li donà nom. El carreró comunicava amb el claustre romànic, del qual era una sortida, però quan s'edificà el claustre gòtic damunt del romànic es tancà el passatge amb una gran arcada que suporta la testera de la capella de l'Esperit Sant (o sala capitular), actualment tapiada.